# Kościół św. Marcina w Grębocicach
Kościół pw. św. Marcina w Grębocicach – obiekt sakralny w Grębocicach.
O kościele po raz pierwszy wspomniano w roku 1376. W czasie reformacji kościół przejęli protestanci, zwrócony katolikom w 1654 roku.

## Architektura
Obecny kościół z cegły i kamienia wybudowany został około 1500 roku. Przebudowany w roku 1813. W 1995 dach wieży pokryto miedzianą blachą. Kubatura kościoła wynosi 3500 m³, a powierzchnia użytkowa 375 m². orientowany, posiada późnobarokowe wnętrze, z XVIII wieku.
Po stronie zachodniej jest umiejscowiona wieża na rzucie kwadratu. Wejście do niej znajduje się po stronie północnej (klatka schodowa). W przyziemiu elewacji frontowej znajduje się pięć płaskorzeźb, które pochodzą z kapliczek różańcowych. Po stronie północnej dobudowana kaplica, przy prezbiterium, od strony południowej zakrystia (ze sklepieniem krzyżowym).
Wydarzeniem, które wpłynęło na rangę kościoła było ochrzczenie w nim urodzonego w Grębocicach Hieronima Scultetusa – biskupa brandenburskiego, zwierzchnika i polemisty Marcina Lutra.
W latach 2004-2010 kościół został kompleksowo wyremontowany.

### Wnętrze
Kościół składa się z:
- trójprzęsłowej nawy głównej wraz z ołtarzem
- prostokątnego prezbiterium (nakrytego stropem)
- dwuprzęsłowego i niższego od nawy chóru muzycznego; znajdują się na nim organy mechaniczne z roku 1861. Wybudowała je firma Walter Gebrüder.)

## Wyposażenie

### Ołtarze
Antepedium ołtarza głównego ukazuje wieczerzę w Emaus. Przy głównym ołtarzu znajduje się obraz św. Marcina oddającego płaszcz żebrakowi.

#### Rzeźby czterech Ojców Kościoła
- Grzegorza Wielkiego
- Ambrożego z Mediolanu
- św. Augustyna
- św. Hieronima pustelnika

#### Ołtarze boczne
- ołtarz Świętej Rodziny
- ołtarz św. Anny

## Otoczenie
Przy kościele znajduje się dom pogrzebowy oraz cmentarz z kilkunastoma nagrobkami z lat 40-60 XX wieku oraz kilkoma ocalałymi nagrobkami z wieku XIX.